# Космат броненосец
Косматият броненосец (Dasypus pilosus) е вид бозайник от семейство Броненосцови (Dasypodidae). Видът е световно застрашен, със статут Уязвим.

## Разпространение
Разпространен е в Перу.